# Friul-Venecia Julia
Friul-Venecia Julia (en italiano: Friuli-Venezia Giulia; en friulano, Friûl-Vignesie Julie; en véneto, Friul-Venezia Julia; en esloveno: Furlanija Julijska krajina; en alemán: Friaul-Julisch Venetien) es una de las veinte regiones que conforman la República Italiana. Su capital es Trieste.
Está ubicada en Italia nororiental, limitando al norte con Austria, al este con Eslovenia, al sur con el mar Adriático y al oeste y sur con Véneto. Con 7858 km² es la cuarta región menos extensa del país, por detrás de Liguria, Molise y Valle de Aosta, la menos extensa. Es una de las cinco regiones con estatuto especial.
Debido a que es la salida natural al mar para muchos países de Centro Europa, la región se vio atravesada por las principales rutas de transporte entre el este y el oeste del sur de Europa. Abarca la región histórico-geográfica del Friul y la región geográfica de Venecia Julia, cada una con su propia historia, tradiciones e identidades.

## Geografía física
El Friul-Venecia Julia es la región más nororiental de Italia continental. Con una superficie de 7858 km² y es la quinta más pequeña del país. Limita al oeste con la región del Véneto, las repúblicas de Austria (Carintia), al norte, Eslovenia Alta Carniola /Gorenjska y Litoral /Primorska) al este y el mar Adriático al sur.
La variedad de su paisaje es tal que, Ippolito Nievo, la definió como un "pequeño compendio del universo". La región abarca una amplia variedad de climas y paisajes, desde un suave clima mediterráneo en el sur, al clima continental y alpino en el norte. La superficie total se subdivide en un 42,5% de terreno alpino montañoso en el Norte, 19,3% ondulada por colinas, principalmente hacia el sureste, mientras que el 38,2% restante comprende las llanuras centrales y costera.
Morfológicamente, la región se subdivide en cuatro áreas principales:
- El área montañosa en el norte: esta parte de la región incluye Carnia y la parte final de los Alpes (Alpes cárnicos y Alpes julianos), cuyos picos más altos superan los 2700 m s. n. m. (Jôf di Montasio 2754 m.). Su cumbre es el Coglians (2780 m s. n. m.). Sus paisajes se caracterizan por amplios bosques de pinos y pastos, lagos de montaña (p. e. Sauris y Barcis) y numerosas corrientes y pequeños ríos que descienden de las montañas. La zona es también conocida por sus destinos turísticos, especialmente durante la estación invernal.

- El área de colinas, situada al sur de las montañas y a lo largo de la sección central de la frontera con Eslovenia. El principal producto de la agricultura en esta zona es el vino, destacando la calidad del vino blanco. La parte más oriental de la zona ondulada se conoce también como Slavia Friulana, pues está habitada principalmente por personas de etnia eslovena.

- Las llanuras centrales se caracterizan por un suelo pobre, árido y permeable. El suelo se ha hecho fértil con un amplio sistema de irrigación y a través de la adopción de modernas técnicas de agricultura intensiva. En esta parte de la región se concentran la mayor parte de las actividades agrícolas.

- La región costera puede subdividirse, a su vez, en dos, la occidental y la oriental, separadas por el estuario del río Isonzo. Hacia el oeste, la costa es poco profunda y arenosa, con numerosos centros turísticos y las lagunas de Grado y Marano Lagunare. Hacia el este, el litoral se alza en forma de acantilados, donde la altiplanicie de Karst (Carso ita., Kras eslo.) se encuentra con el Adriático, todo seguido hasta Trieste y Muggia en la frontera con Eslovenia. Los rasgos geológicos kársticos y fenómenos como torcas y dolinas, red de cavernas y ríos subterráneos, se extienden tierra adentro en las provincias de Trieste y Goricia, con una altitud que va desde 300 a 600 metros.

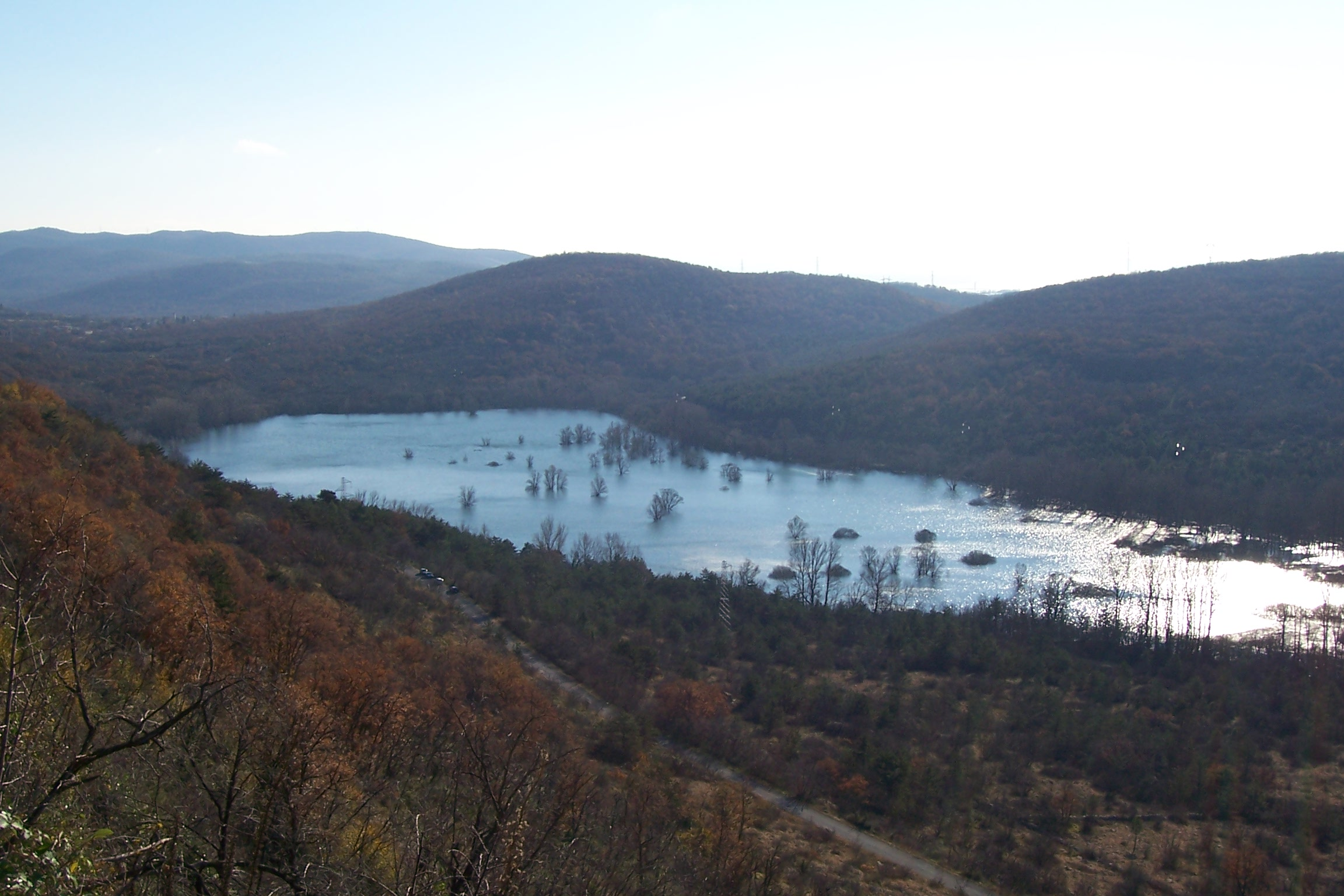
Paisaje kárstico en Doberdò.

Los ríos de la región fluyen desde el norte y desde Eslovenia hacia el Adriático. Los dos principales ríos son el Tagliamento, que fluye oeste-este en su parte superior en los Alpes Cárnicos y luego gira en dirección norte-sur que separa los Alpes Julianos de los Prealpes y el Isonzo (Soča eslo.) que fluye desde Eslovenia hacia Italia. El Timavo es un río subterráneo que fluye durante 38 km desde Eslovenia y resurge cerca de su desembocadura al noroeste de Duino.
La región de Friul–Venecia Julia tiene un clima templado. Sin embargo, debido a la diversidad del terreno, varía considerablemente de una región a otra. Emparedada por los Alpes en el flanco septentrional, la región se ve expuesta a masas de aire desde el este y el oeste. La región recibe también el siroco meridional del mar Adriático, que lleva intensa lluvia. A lo largo de la costa el clima es suave y agradable. Trieste registra las menores diferencias de temperatura entre el invierno y el verano y entre el día y la noche. El clima es continental alpino en las zonas montañosas, mientras que, en algunos lugares, a menudo se pueden encontrar las temperaturas invernales más frías de Italia. La meseta de Kras tiene su propio tiempo y clima, influido, principalmente durante el otoño y el invierno, por masas de aire frío que vienen del nordeste. Estas generan un rasgo muy especial del clima local: el viento de dirección noreste bora, que sopla sobre el golfo de Trieste con ráfagas que ocasionalmente superan velocidades de 150 km/h.

## Historia

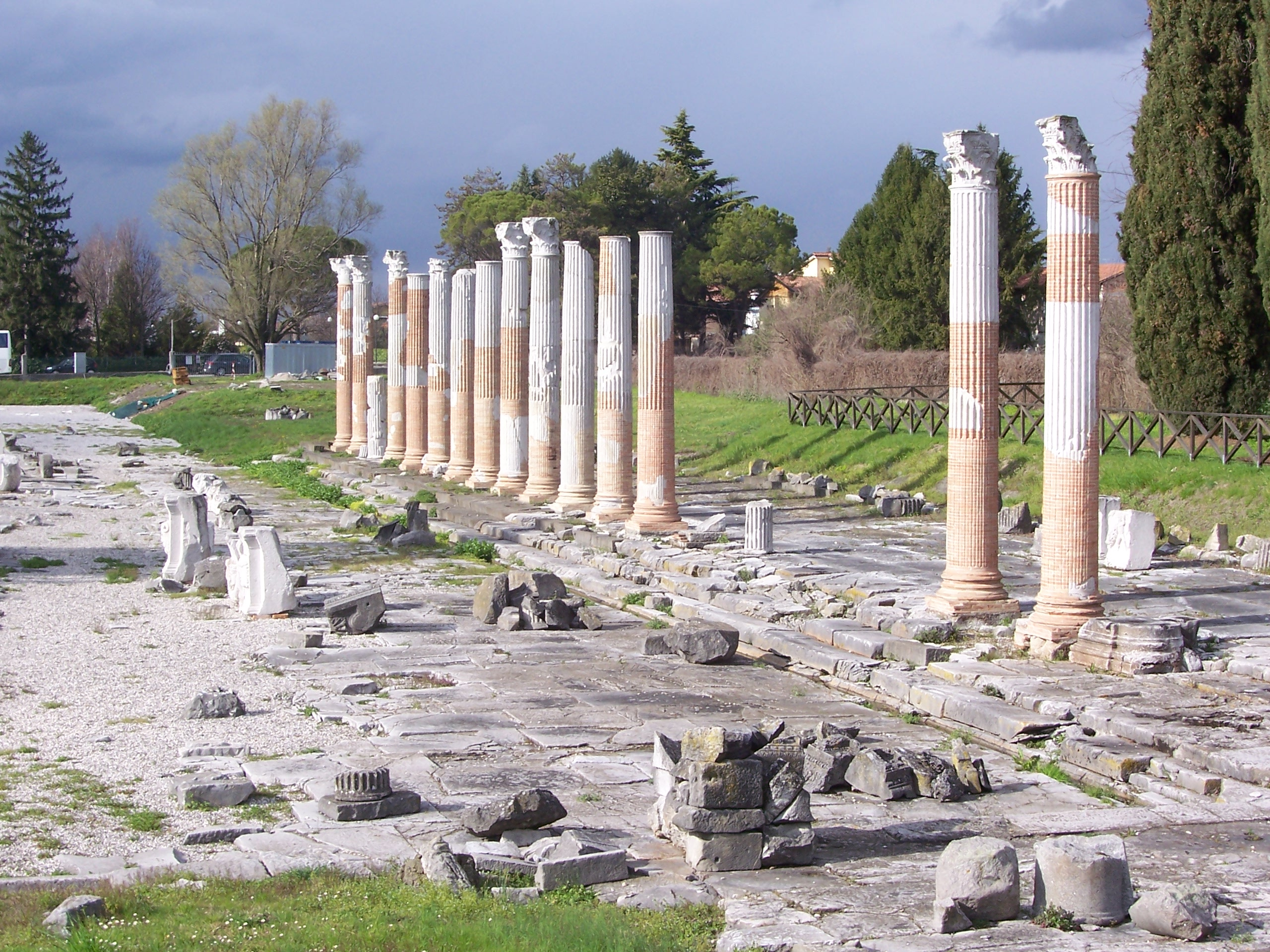
Ruinas romanas en Aquilea.

Esta zona estuvo poblada desde la Prehistoria. En el siglo X a. C. apareció de los Castelleri, asentamientos de poblaciones de proveniencia iliria. En la zona de los Alpes Cárnicos se asentaron en el siglo IV la tribu celta de los carnios (Carni), que dieron su nombre a la región de Carnia. La amenaza celta convenció a los romanos a intervenir y en el siglo II a. C. fundaron Aquilea, en la que construyeron una cabeza de puente para defender Italia septentrional. Los restos de un origen romano común son bastante visibles por todo el territorio, y constituyen el elemento unificador de las dos partes de la Regio X Venetia et Histria, en el noreste de la Italia romana, con la ciudad de Aquilea que adquirió especial importancia en la época de Augusto. Los testimonios artísticos de este periodo son numerosos, sobre todo en Trieste y muy interasantes, en particular, las manifestaciones artísticas paleocristianas (Aquilea, Grado). En el 452 Aquilea, próspera hasta entonces, fue devastada por Atila y los hunos y se recuperó con muchas dificultades.

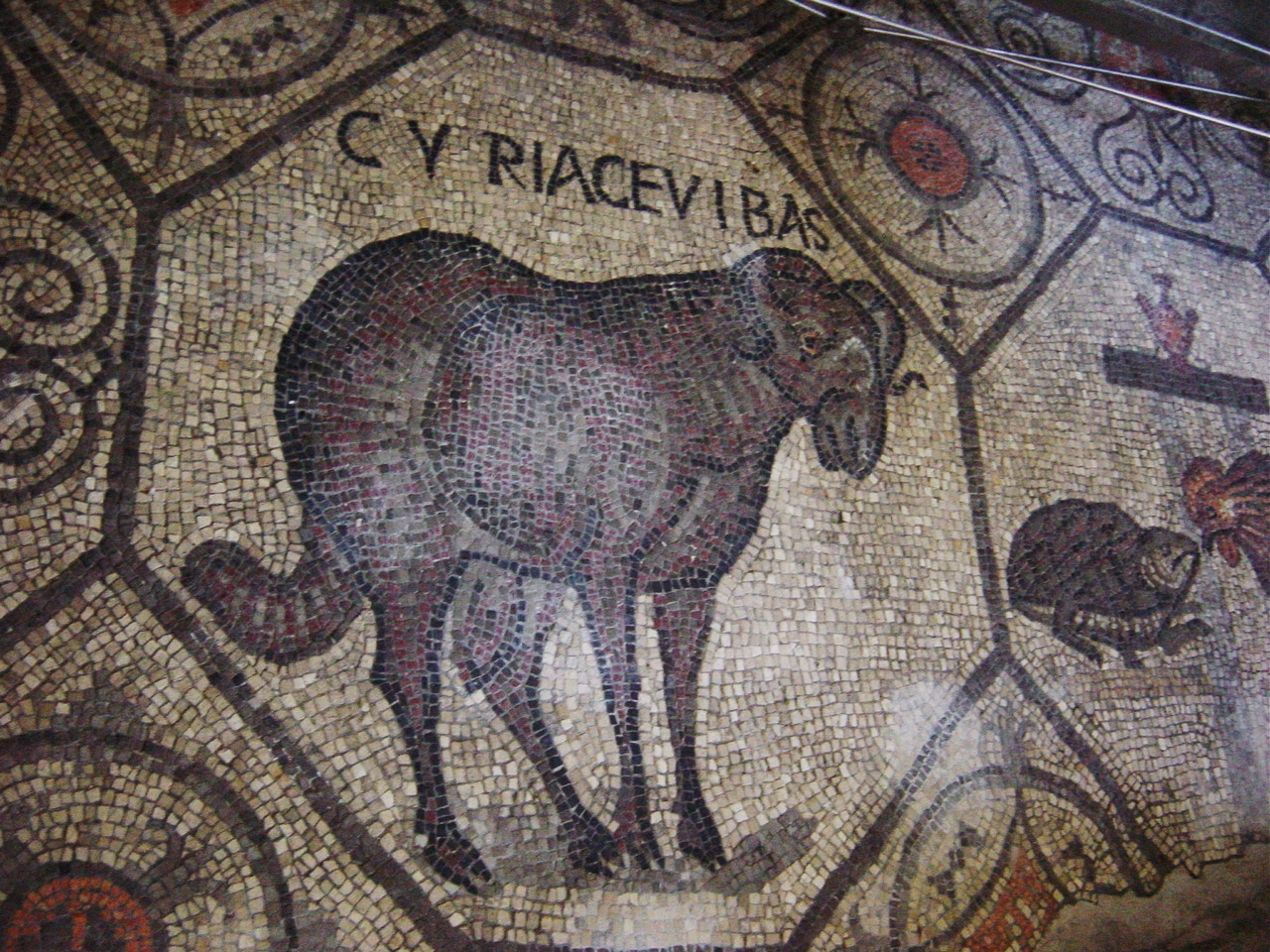
Mosaico paleocristiano en la basílica patriarcal de Aquilea. Foto de Giovanni Dall'Orto, julio de 2005.

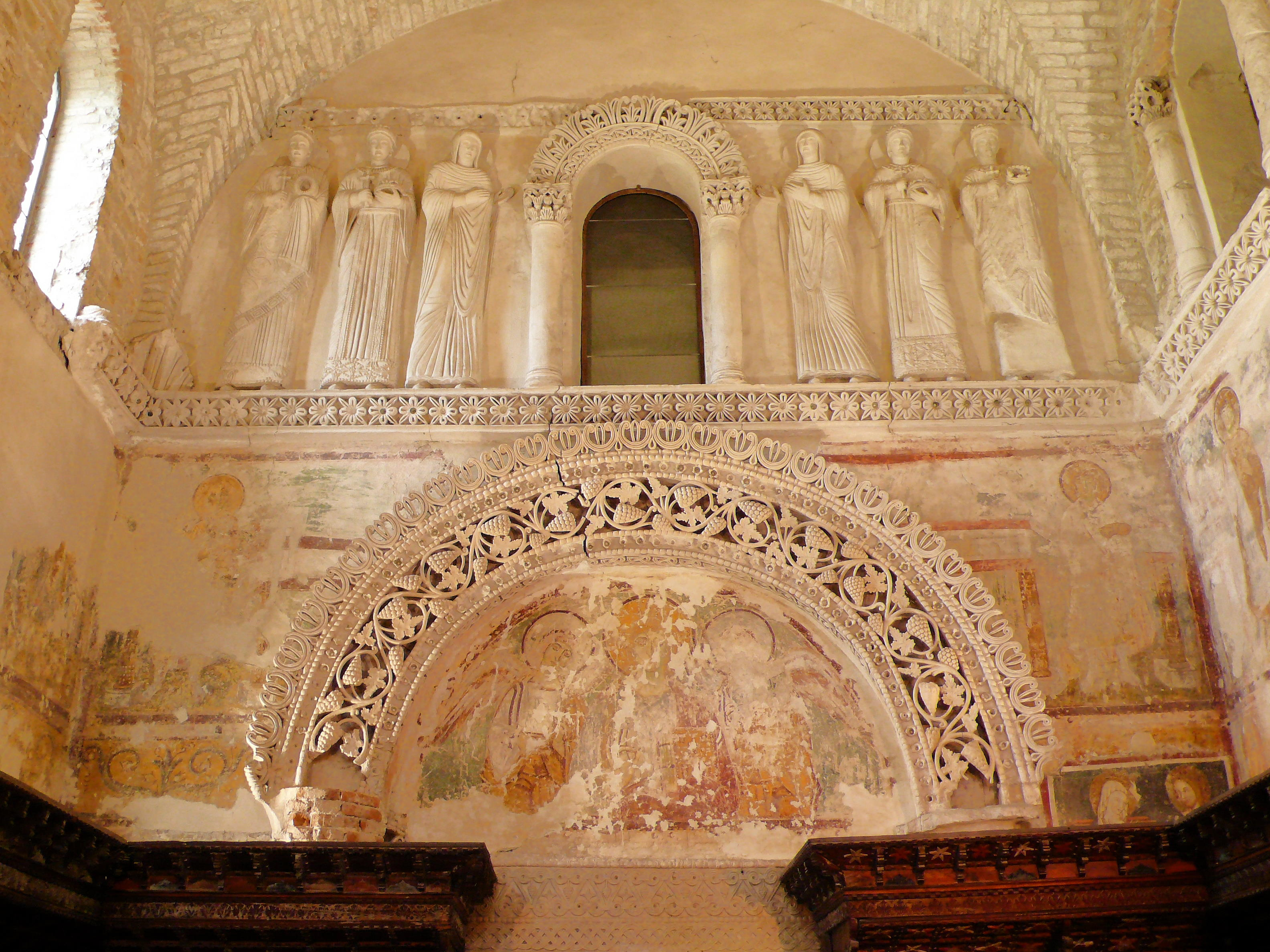
Interior del Templete Lombardo, en Cividale del Friuli.

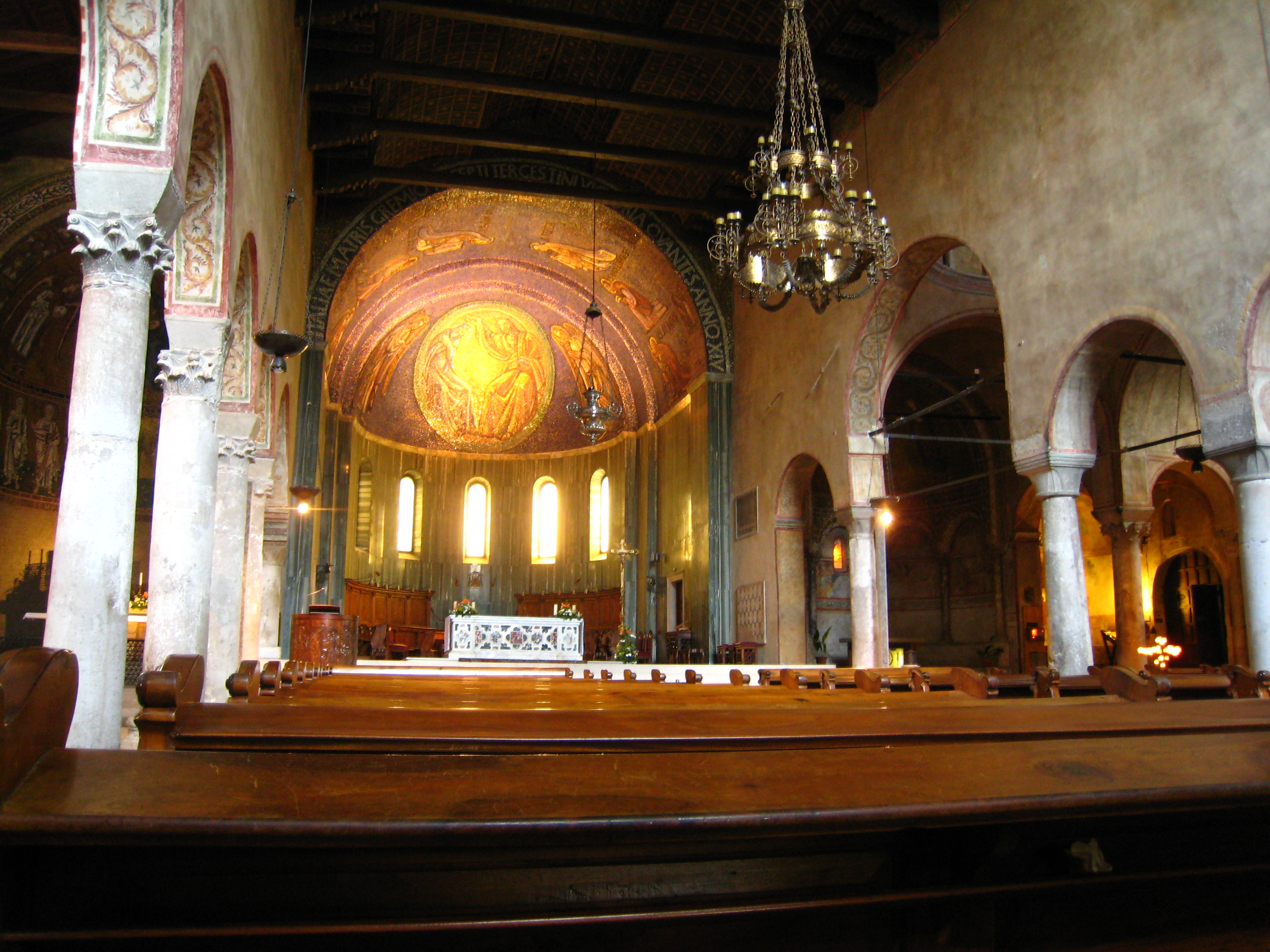
Interior de la Catedral de Trieste, dedicada a San Giusto.

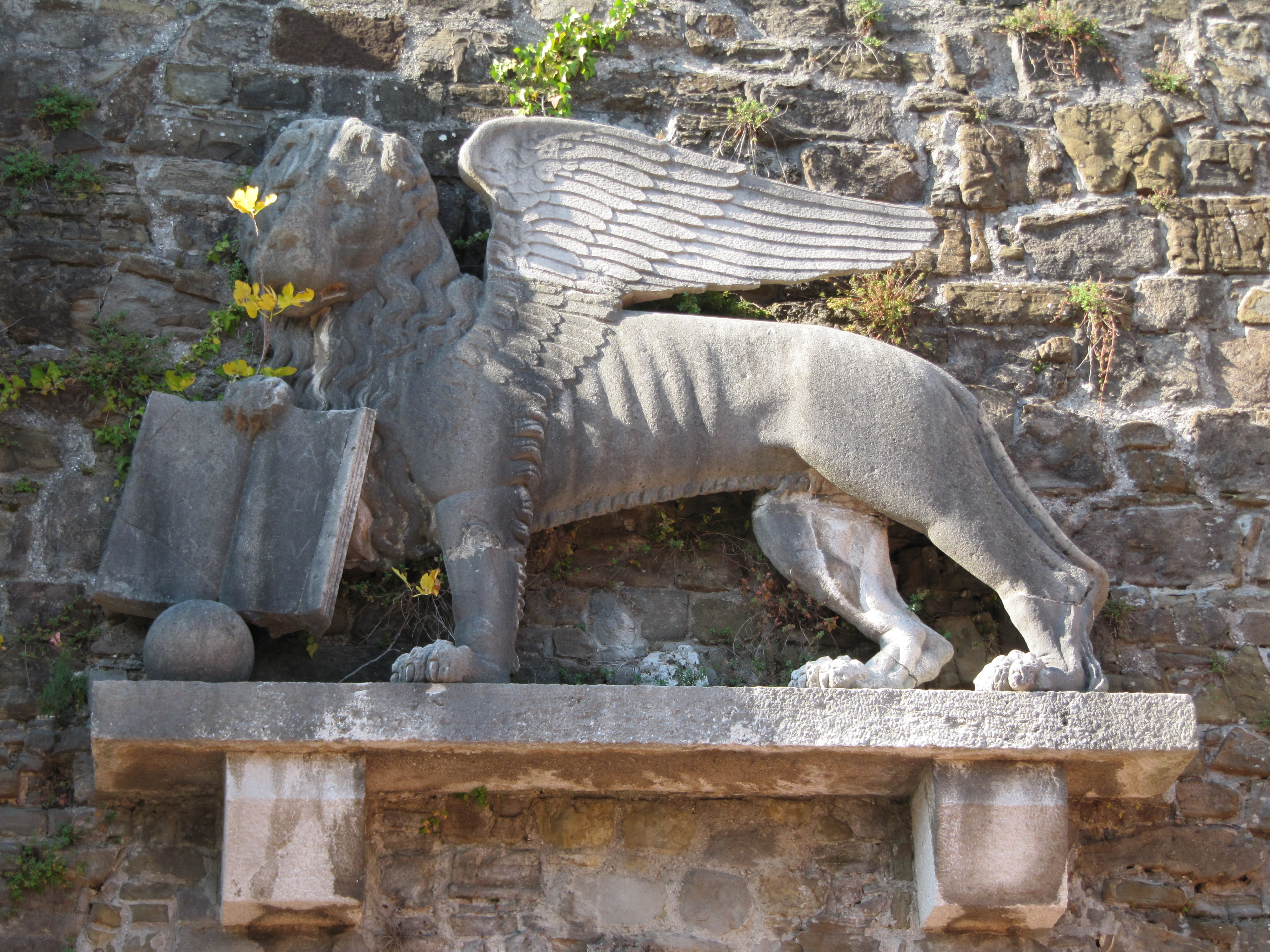
El león de San Marcos de Venecia, con un libro abierto, en Goricia.

A partir de los asentamientos longobardos (siglo VI), la historia de una y otra parte de la región se separan y particularizan. De ahí que la región no tenga, realmente, una historia común, habiéndose formado esta región autónoma recientemente, en 1947, con la unión de territorios diversos histórica y étnicamente. Por un lado estaba el Friul y por otro lado la parte de la antigua Venecia Julia que quedó en poder de Italia tras la II Guerra Mundial.
Cividale del Friuli – el Forum Iulii romano (de donde viene el nombre de "Friul") – se convirtió en la capital del primer ducado lombardo en Italia. Grado e Istria permanecieron durante largo tiempo bajo Bizancio y en el Carso se establecieron pueblos eslavos. Los francos, que llegaron un par de siglos después, ocuparon la totalidad de la región y favorecieron el crecimiento de la iglesia de Aquilea. Pronto se fraccionó el territorio en feudos, unidos solamente por el problema común de defenderse de los piratas eslavos, problema que indujo a numerosas ciudades a ponerse bajo la protección de la cercana Venecia.
En el siglo VI los eslavos alpinos, antepasados de los eslovenos actuales, se asentaron en las zonas orientales de la región. Ocuparon las zonas más orientales y montañosas del Friul, conocida como la Slavia Friulana, así como la meseta del Kras y la zona al norte y al sur de Goricia. El Patriarcado de Aquilea, creado en 1077, tuvo tanto el poder religioso como el temporal y esto se extendió temporalmente incluso hacia el este.
Para el siglo XII, Goricia se había independizado, y los eslavos alpinos, entre este siglo y el siguiente, se movieron más cerca de Trieste. A su vez, esta ciudad, junto con otras localidades costeras, se organizó como una ciudad-estado libre. La Venecia se consiguió imponerse en los siglos XIV y XV. Venecia ocupó Údine, la parte occidental de Friul en el año 1420. Friul se convirtió en territorio veneciano en el año 1420, mientras que Trieste y Goricia (desde 1500) permanecieron bajo el Imperio Austriaco. Pordenone fue un "corpus separatum", bajo influencia austriaca hasta el año 1515, cuando también cayó bajo el gobierno veneciano.
En el siglo XVIII creció la importancia de Trieste (que formaba parte del estado austriaco), como centro de cultura activo y cosmopolita y como ciudad portuaria. Con el tratado de paz de Campoformido en 1797, la dominación veneciana acabó y el Friul fue cedido a Austria, que lo ocupó hasta 1805. El período de dominación de Napoleón afectó también a Trieste y Goricia, pero después, los austriacos volvieron a dominar el Friul en el período 1815-1866, incluyéndose en el reino lombardo-véneto, mientras que Goricia fue fusionado con el reino ilirio y Trieste, junto con Istria, se convirtió en parte de la región costera austriaca. La política ilustrada del Imperio austro-húngaro en los siglos XVIII y XIX animó un extraordinario florecimiento económico, haciendo de Trieste el puerto del imperio.
En 1866, durante la unificación italiana, solo el occidental Friul pasó al Reino de Italia, mientras que el este, al que se unió la región de Venecia Julia formó parte de Austria hasta el término de la I Guerra Mundial. Después de la Primera Guerra Mundial, en la que esta región fue un importante teatro de operaciones y padeció serios daños y pérdida de vidas humanas, los destinos de estas tierras fronterizas de nuevo se unieron, aunque Venecia Julia, en particular, fue objeto de la expulsión de contradicciones en consideración con las fronteras. La Segunda Guerra Mundial llevó a la administración anglo-americana en Trieste hasta que se fijó la frontera en el memorando de Londres[cita requerida] en el año 1954. Italia cedió a Yugoslavia casi toda la parte occidental de Friul, excepto Goricia y Trieste. Trieste volvió a manos italianas en el año 1954, y se decidió unirla al Friul, creando la región de Friul-Venecia Julia. La Constitución italiana preveía una mayor autonomía un "estatuto especial" semejante al de otras regiones italianas. Sin embargo, Friul - Venecia Julia obtuvo la autonomía administrativa y el estatuto especial solo en el año 1963. Concurrían diversos factores para otorgar esta autonomía; por un lado, era la parte más meridional del telón de acero, y por otro, había particularidades étnicas e idiomáticas, ya que gran parte de la población nativa es hablante del idioma friulano, mientras que en la zona limítrofe oriental se habla esloveno. En 1975 se firmó en Osimo un tratado que dividió definitivamente el anterior Territorio Libre de Trieste entre Italia y Yugoslavia.[cita requerida]

## Geografía humana

### Demografía
La población de Friul-Venecia Julia asciende a 1.234.441 habitantes (2010), con una densidad de 157,09 hab./km². Son italianos y friulanos, existiendo además minorías de eslovenos y alemanes. La densidad de población es inferior a la media nacional; en el año 2008 era de hecho igual a 157,5 habitantes por km² (en comparación con 198,8 de Italia en su conjunto). Sin embargo, la densidad varía desde un mínimo de 106 habitantes por km² en la provincia de Údine al máximo de 1.144 habitantes por km² en la provincia de Trieste. El balance natural negativo es la región es en parte debido a la migración neta positiva. Hasta cierto punto el exceso migratorio de hecho ha descendido la tendencia hacia abajo en la población desde el año 1975. En 2008, la población residente con nacionalidad extranjera era de 83.306 personas (6,7% de la población total).
La capital es Trieste (en esloveno Trst) (pob. 205.620). Ciudades importantes son Údine (en friulano Udin) (pob. 99.387) y Pordenone (pob. 51.433).

### Divisiones administrativas
El Friul-Venecia Julia es una región autónoma con estatuto especial, formada por:
- Friul: provincias de Údine y Pordenone y parte de la provincia de Goricia.
- Venecia Julia: provincia de Trieste y la parte oriental de la provincia de Goricia.

Cuatro eran las provincias del Friul-Venecia Julia, pero a partir de enero de 2018 existen las Uniones Territoriales Intermunicipales. Los límites están definidos, pero la participación de las comunas no es obligatoria:

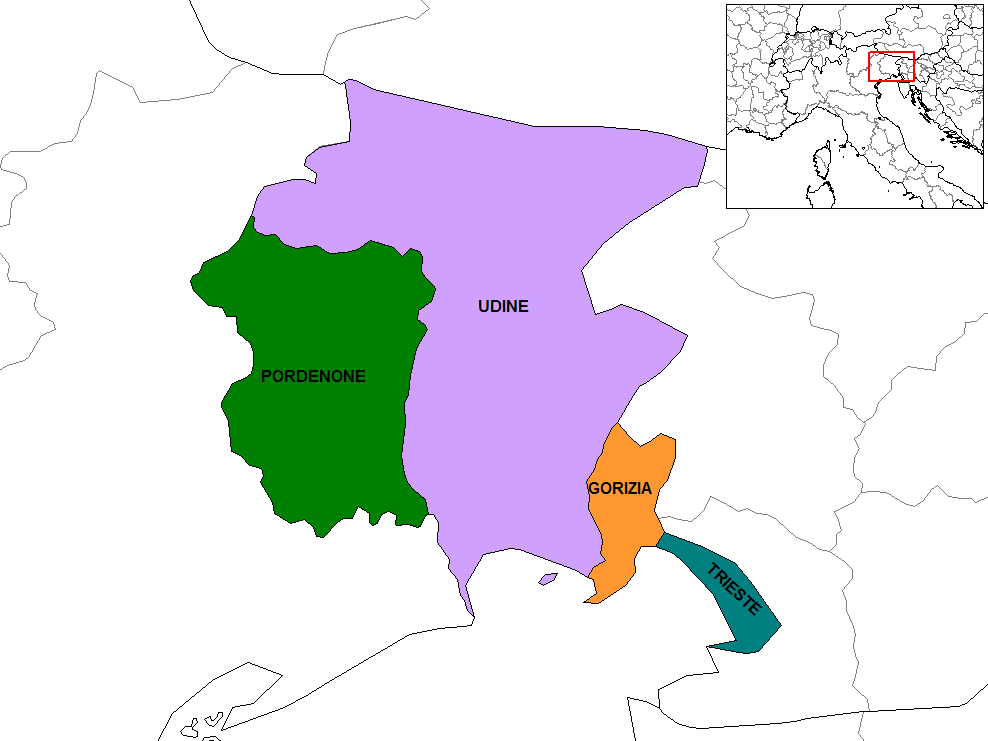
Provincias de Friul-Venecia Julia.
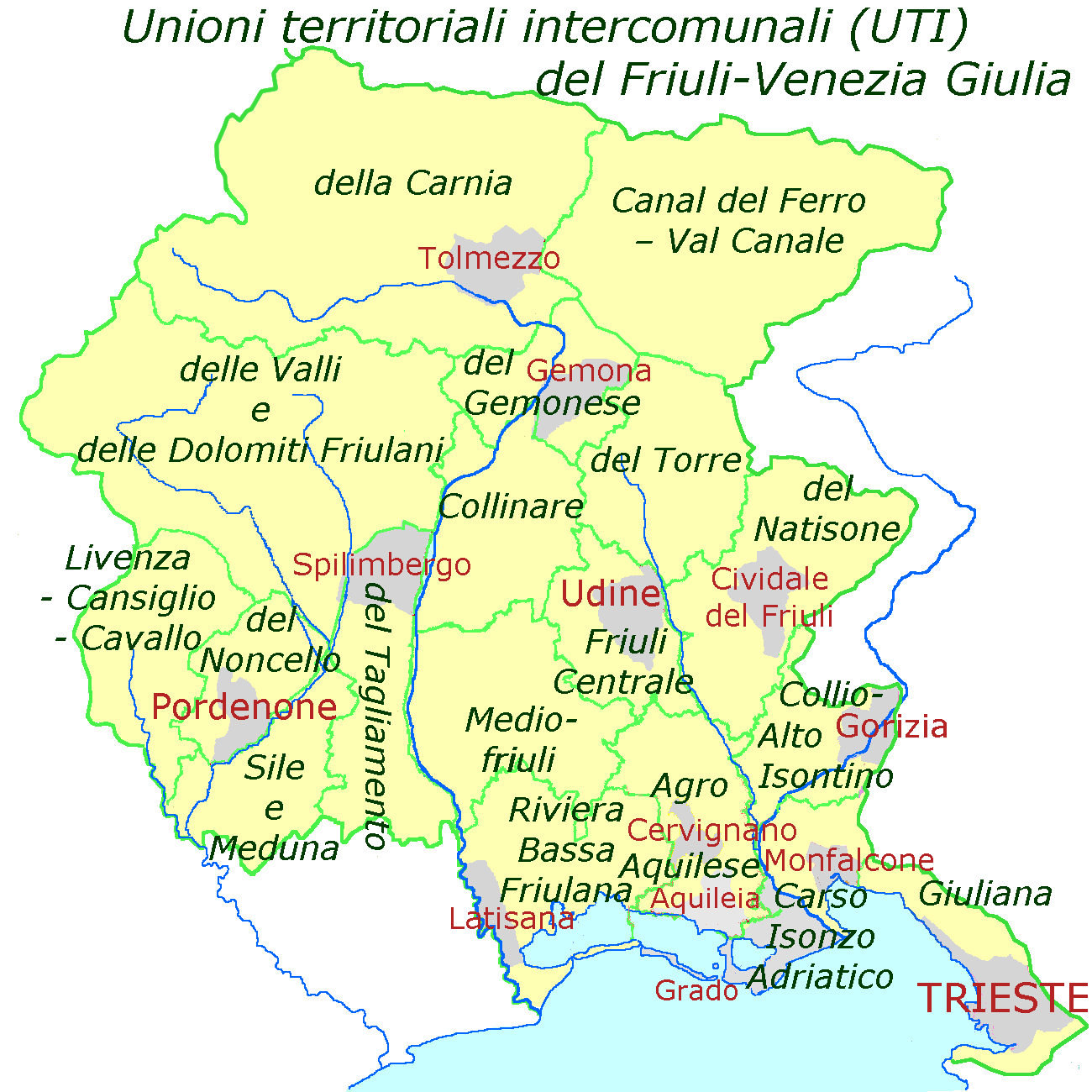
Después de 2018

| Provincia              | Superficie (km²) | Habitantes | Densidad (hab./km²) |
| ---------------------- | ---------------- | ---------- | ------------------- |
| Provincia de Goricia   | 466              | 142.392    | 305,5               |
| Provincia de Pordenone | 2.273            | 311.931    | 137,2               |
| Provincia de Trieste   | 212              | 236.445    | 1.115,3             |
| Provincia de Údine     | 4.905            | 539.224    | 109,9               |

### Política
El partido Lega Nord ganó con el 57,09% de los votos de Friul-Venecia Julia en las elecciones generales italianas de 2018. El gobierno regional, dirigido por el presidente Massimiliano Fedriga , es de centro-derecha.

## Economía

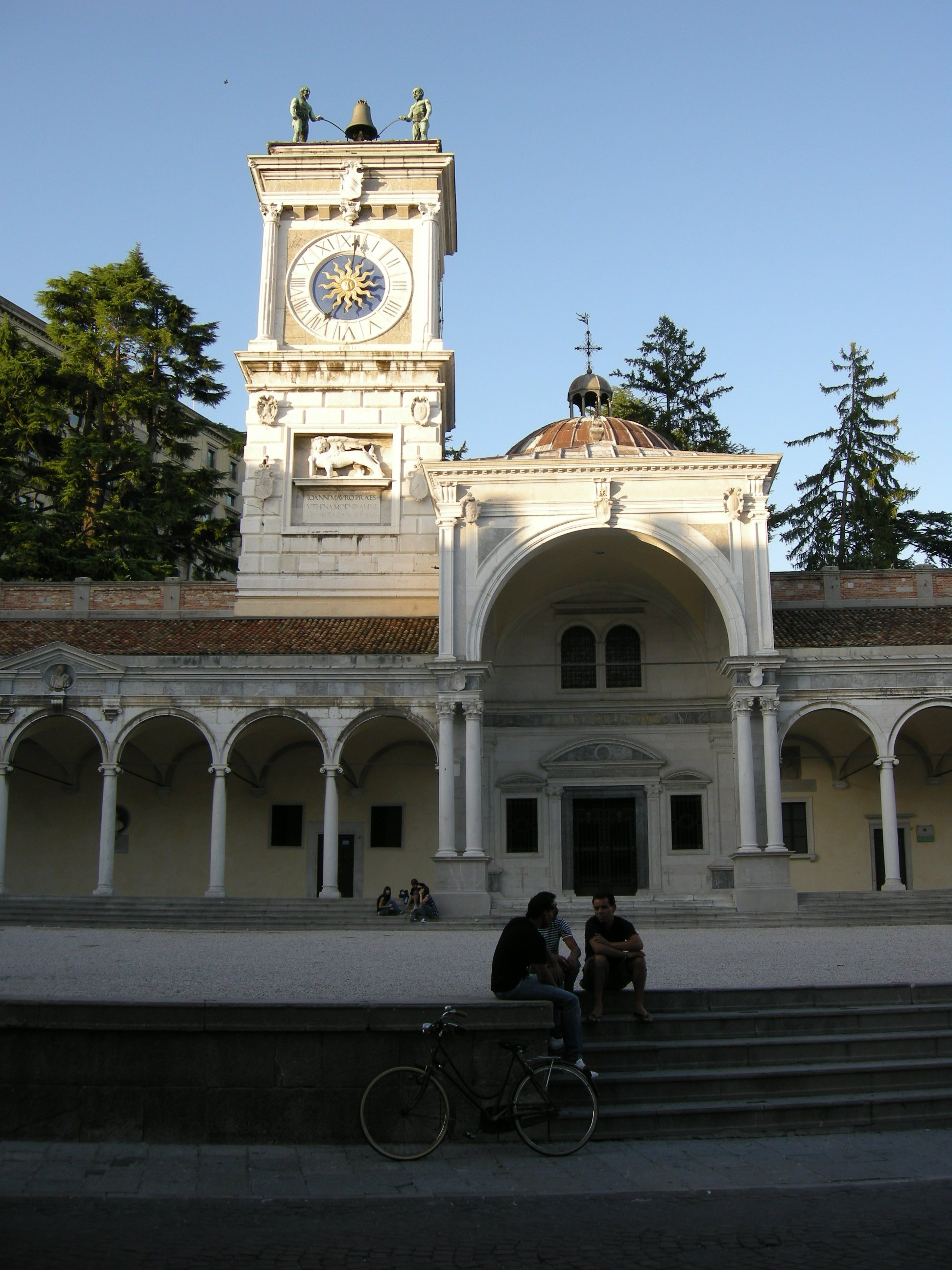
Arcadas y Torre del Reloj del Porticato di San Giovanni, en la Piazza della Libertà, Údine.

La economía de Friul–Venecia Julia es una de las más desarrolladas del país. Está formada principalmente por empresas de pequeño y mediano tamaño, el llamado "modelo del noreste", en granja especializada y turismo de alta calidad con una significativa inclinación a la exportación.
El sector agro-pecuario mantiene un papel esencial en la economía de la región y empleaba en el año 2001 alrededor de 95.000 personas. Sus productos de alta calidad se exportan no solo dentro del país y Europa (fruta y hortalizas, queso) sino que también a otros lugares del mundo por su calidad, especialmente jamón y vinos, en particular los blancos). Es notable igualmente la producción de soja (tercer productor en Italia con más de 37.000 hectáreas cultivadas en 2000) y la producción de madera en Carnia.
Como se ha señalado antes, la economía de la región con base en un difundido mosaico de pequeñas y medianas empresas; de particular importancia son los cuatro distritos industriales donde una multitud de tales empresas altamente especializadas se concentran. Estos distritos se centran alrededor de las ciudades de Manzano (donde se realiza el 30% de las sillas del mundo),[cita requerida] San Daniele del Friul (jamón), Maniago (cuchillos) y Brugnera (mobiliario). Un número de grandes empresas están también presentes en la región tanto en la industria como en el sector servicios. Algunas de estas compañías son líderes mundiales en sus sectores; tales son Fincantieri (con sede en Trieste y en Monfalcone) para la construcción de los mayores cruceros del mundo, Zanussi-Electrolux (Pordenone) en la producción de aplicaciones eléctricas, Danieli (Údine), Wärtsilä (Trieste) y Assicurazioni Generali en Trieste, una de las compañías aseguradoras líderes en el mundo.
De nuevo, en el sector servicios la ciudad de Trieste tiene un papel relevante (con efecto dominó en otras capitales provinciales); es de hecho aquí donde se concentran las actividades del gobierno regional, amplia banca y compañías de seguros. Con su puerto franco comercial, Trieste también desempeña un papel esencial en el sector comercial: especiales normas aduaneras aseguran condiciones financieras exclusivas a los operadores. El puerto de Trieste es hoy el más importante centro mundial del comercio de café y tiene un papel estratégico clave en el comercio con el norte y el este de Europa.

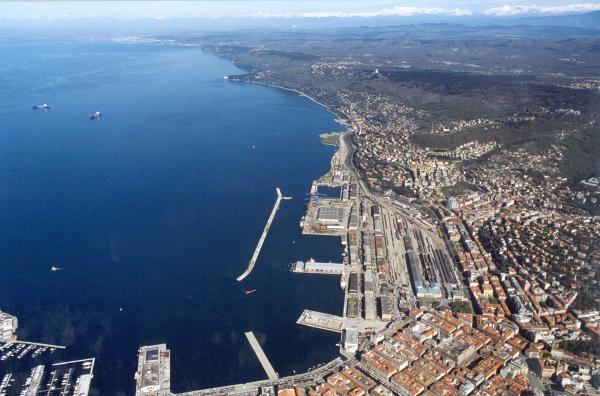
El puerto de Trieste.

Aunque de pequeño tamaño, Friul–Venecia Julia siempre ha estado "en el centro de Europa" y ha desempeñado un papel importante en la conexión entre Italia (y el Mediterráneo) con el centro y el este de Europa. Su papel se hará más estratégico como una plataforma logística con la ampliación de la Unión Europea. De ahí la importancia de la red de infraestructuras de la región, que puede hoy ser considerada de primera calidad y diversidad. La red de autopistas consiste en más de 200 km que van de norte a sur y de oeste a este, conectando perfectamente la región con Austria y Eslovenia. La red de ferrocarril está formada por alrededor de 500 km de vías, con dos líneas que son la "columna vertebral" Venecia-Trieste y Trieste-Údine-Tarvisio-Austria. Las autopistas y trenes se unen a los puertos de Trieste, Monfalcone y Porto Nogaro, los tres puertos más septentrionales del Mediterráneo. Trieste, en particular, tiene un puerto franco para bienes desde el año 1719. Es el puerto italiano con la mayor capacidad para almacenamiento a cubierto, con una superficie de más de dos millones de metros cuadrados y 70 km de líneas férreas. La intermodalidad está garantizada por la terminal [Cervignano], óperativa desde el año 1988, para servir al creciente tráfico comercial entre Italia y los países del Este de Europa. Por último, el aeropuerto regional de Ronchi Legionari se sitúa a 30 km de Trieste y 40 km de Údine y está estrechamente conectado por autovía y ferrocarril. El aeropuerto ofrece vuelos regulares nacionales e internacionales incluyendo destinos en el Este de Europa. La región está hoy en día poniendo muchas esperanzas en el desarrollo económico futuro en la construcción de un corredor de transporte europeo n.º V de alta velocidad que unirá Lyon, Turín, Milán, Verona, Padova, Venecia, Trieste, Liubliana, Budapest y Kiev, para mejorar el tráfico de mercancías y servicios con los nuevos socios europeos.

## Cultura

### Arte

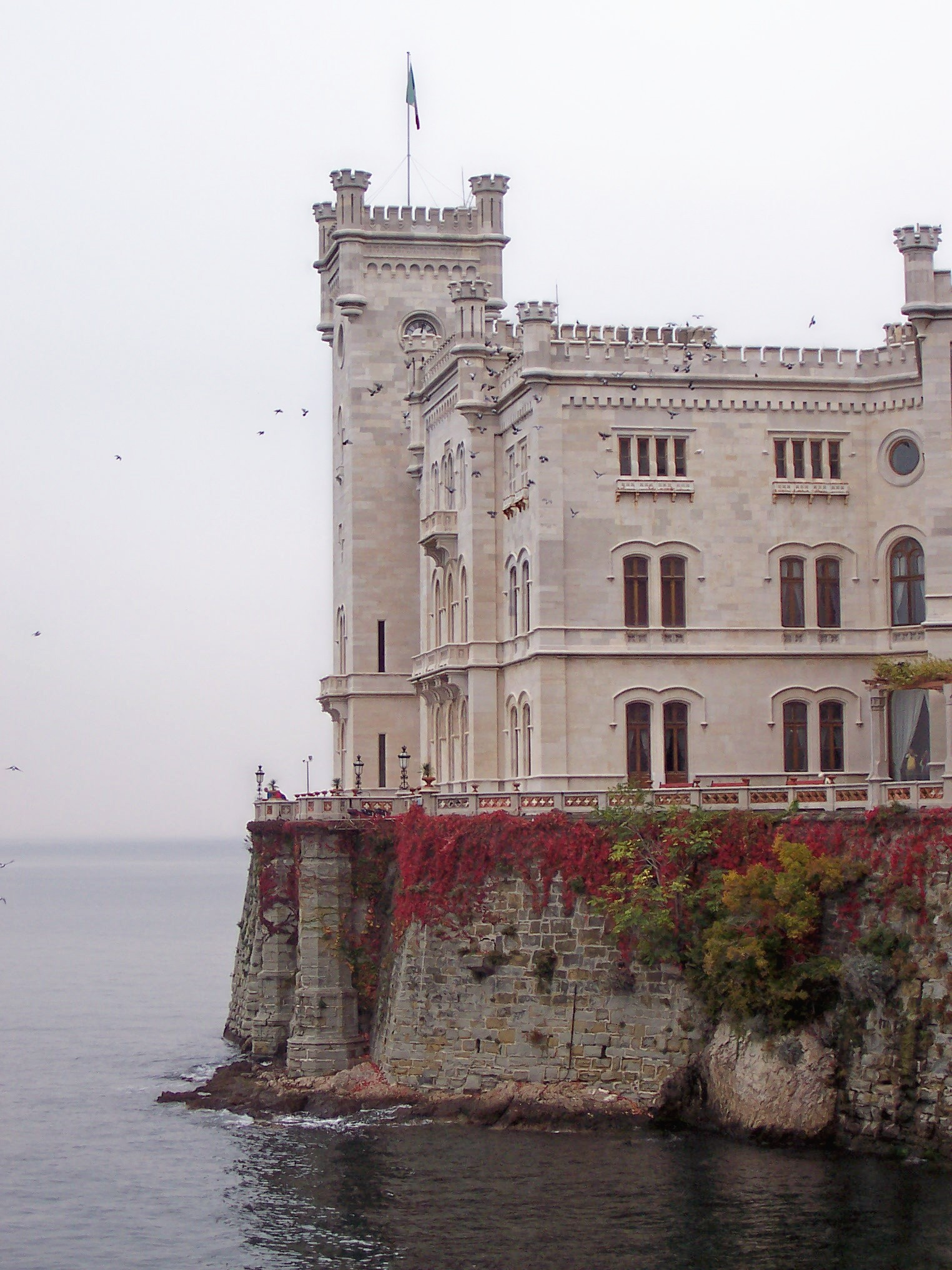
El Castillo de Miramare, construido por el archiduque Maximiliano de Austria en Trieste.

En Aquilea (provincia de Údine) pueden verse restos romanos, incluyendo una importante muestra de arte paleocristiano como la Basilica di Santa Maria Assunta de Aquileia fundada en 313 que tiene mosaicos en el suelo de la nave y también en la Cripta degli Scavi. Del siglo VI hay restos que pueden verse en la localidad costera de Grado: en la catedral hay frescos y en la iglesia de Santa Maria delle Grazie, mosaicos.
El gótico de influencia veneciana puede verse, por ejemplo, en el Palazzo Comunale de Pordenone, del siglo XIII. De este mismo siglo son los ábsides de la catedral de Trieste, dedicada a San Justo, que presenta mosaicos de estilo veneciano. Otros lugares de interés en Trieste son la basílica paleocristiana, el Castello di San Giusto y, en los alrededores, Villa Opcina y el Castillo de Miramare. Cividale del Friuli presenta restos medievales, como el puente llamado del Diablo (Ponte del Diavolo), el Templete Lombardo o la catedral, que tiene un retablo del siglo XIII. En Údine son diversos los restos de interés. Por un lado, en la Piazza della Libertà se encuentran tanto el Palazzo del Comune del siglo XV como las arcadas de un Pórtico dedicado a San Juan (Porticato di San Giovanni) de carácter renacentista; a este estilo pertenece también el Arco Bollani de diseño palladiano.
El arte en el Renacimiento y en el período barroco refleja aún las influencias vénetas; Pordenone, el mayor pintor friulano del siglo XVI, fue discípulo de Ticiano, y hay una destacada muestra suya en la catedral de Pordenone: la Madonna della Misericordia, que data del año 1515. En el siglo XVII el modelo de pintura fue Tiépolo, del que pueden verse obras en Údine, en el Oratorio della Purità, la catedral y el Palacio Arzobispal.
Los principales museos de la región son:
- El Museo arqueológico (Museo Archeologico Nazionale) de Cividale del Friul y el de Aquilea.
- Musei Civici e Galleria di Storia e Arte Antica de Údine y el Museo di Storia dell'Arte en Trieste.
- Museo delle Arte Populari en Tolmezzo.
- Museo Civico de Pordenone.
- Museo Cristiano de Cividale del Friul y Museo Paleocristiano en Aquilea
- Museo Provinciale della Grande Guerra, en Goricia.

### Idioma
Aparte del italiano, se habla friulano en la mayor parte de la región - con unas pocas excepciones, principalmente Trieste; hay también una minoría de habla eslovena que se da por toda la provincia de Trieste, así como en las partes orientales de la provincia de Goricia. Es un idioma cooficial en algunos municipios, y la educación pública en esloveno ha estado funcionando desde finales de la Segunda Guerra Mundial. En la provincia de Údine se hablan dialectos eslovenos en la zona conocida como la Eslovenia veneciana, que abarca el valle de Resia y en los valles superiores de los ríos Torre y Natisone, con muchos pueblos que tienen nombre italiano y esloveno. Una pequeña comunidad eslovena carintia existe en el Val Canale en la frontera con Austria, especialmente en los municipios de Malborghetto Valbruna y Tarvisio. En la provincia de Údine el esloveno ha sido reconocido oficialmente como un idioma minoritario en el año 2001 y hay pocas escuelas públicas bilingües, la mayor parte en el área meridional, cerca de la provincia de Goricia. El número total de eslovenos en la región se calcula en 61.000, esto es, alrededor del 5% de la población de la región.
También se habla alemán. Se calcula que lo tienen como lengua materna unas 2000 personas, que viven en el Val Canale (municipios de Tarvisio, Malborghetto Valbruna y Pontebba), que queda junto a Austria, y en el municipio de Sauris y la fracción de Timau (Tischlbong en el idioma germano local) (municipio de Paluzza), que forma cada uno un enclave idiomático.

### Deporte
El principal equipo de fútbol de la región es el Udinese, que ha jugado 43 temporadas en primera división y ha disputado la Liga de Campeones de la UEFA. En baloncesto, el Trieste obtuvo cinco campeonatos de Italia en las décadas de 1930 y 1940.